# NGC 3553
NGC 3553 is een elliptisch sterrenstelsel in het sterrenbeeld Grote Beer. Het hemelobject werd op 13 maart 1885 ontdekt door de Franse astronoom Guillaume Bigourdan.

## Synoniemen
- MCG 5-27-4
- ZWG 156.6
- ZWG 155.85
- NPM1G +29.0207
- PGC 33933